# 曲雅贡乡
曲雅贡乡，是中华人民共和国四川省甘孜藏族自治州得荣县曾经下辖的一个乡。撤销日龙乡、曲雅贡乡，设立日雨镇，以原日龙乡和原曲雅贡乡所属行政区域为日雨镇的行政区域，日雨镇人民政府驻顿珠村1组5号。。

## 行政区划
曲雅贡乡撤销前下辖以下地区：
工地村、拥珍村、得木同村、仁学村、龚古村、绒顶村、布丁村、扎叶村、奔珠村和绒学村。